# Rázostroj

Rázostroj s pěti koulemi

Rázostroj neboli Newtonova houpačka je zařízení k názorné demonstraci srážek a zákonů zachování energie a hybnosti. Základem konstrukce je několik koulí umístěných na závěsu bezprostředně vedle sebe. Pro odstranění boční výchylky je závěs dvojitý. Často se rázostroj také využívá jako zajímavý doplněk kanceláře nebo pracovny.

## Konstrukce
Jde o řadu kyvadel na dvojitém závěsu. Jako závaží těchto kyvadel se používají pravidelné koule (stejně velké a hmotné). Materiálem těchto závaží bývá kov, někdy také sklo nebo dřevo. Důraz je ovšem kladen především na tvrdost.

## Fyzika rázostroje
Na rázostroji se pozorují jevy související s výměnou kinetické energie a hybnosti a to konkrétně při kolizi jednotlivých koulí. Materiál musí být tvrdý, aby docházelo pokud možno k ideálně pružným srážkám – energie se při srážce nesmí přeměňovat v teplo ani v deformační energii. Žádný rázostroj ve skutečnosti nepracuje beze ztráty (viz perpetuum mobile), ovšem může být v chodu velmi dlouhou dobu. Jedná se o téměř dokonale izolovanou soustavu, neboť při pohybu koulí je zanedbatelný odpor vzduchu i práce potřebná k ohnutí (deformaci) nití nebo vlasců, na kterých jsou koule zavěšeny.

### Hybnost
Základním pokusem je ukázka zákona zachování hybnosti – jedno z krajních kyvadel je vychýleno a po uvolnění dojde k pohybu a srážce závaží. Hybnost je z jednoho dotýkajícího se závaží přenášena na druhé a až u posledního dojde k výkyvu. Ostatní zúčastněné koule zůstanou bez pohnutí na svých místech.
Vysvětlení:
Z druhého Newtonova zákona vyplývá, že hybnost izolované soustavy (rázostroje) zůstává v čase konstantní. Celková hybnost v okamžiku první srážky se rovná m.v (m – hmotnost pohybující se koule, v – rychlost pohybující s koule). Hybnost se přenese přes dotýkající se koule a poslední kouli, která má stejnou hmotnost jako první, je rychlostí v vymrštěna pryč.

### Kinetická energie
Dalším pokusem je vychýlení dvou a více krajních závaží najednou. Při uvažování pouze zákona zachování hybnosti by se dalo očekávat, že poslední koule bude vymrštěna dvojnásobnou rychlostí ({\displaystyle (2m)v=m(2v)}). K tomu ovšem nedojde a místo toho jsou vychýlena dvě krajní kyvadla.
Vysvětlení:
Kromě zákona zachování hybnosti platí i zákon zachování energie izolované soustavy. V okamžiku srážky především energie kinetické, která se rovná {\displaystyle {\frac {1}{2}}mv^{2}}.
Oba zákony zachování musí platit vždy a tedy při vychýlení dvou kyvadel:
{\displaystyle 2mv=MV},
{\displaystyle {\frac {1}{2}}2mv^{2}={\frac {1}{2}}MV^{2}},
kde M je neznámá hmotnost, která by měla být odmrštěna a V rychlost tohoto odmrštění.
Z uvedené soustavy dvou rovnic plyne řešení:
{\displaystyle V=v}
{\displaystyle M=2m}

## Historie rázostroje
Původní idea pochází od francouzského fyzika Edme Mariotta (1676). Rázostroj byl dlouho oblíbený především jako dětská hračka a v současnosti je možné ho sehnat jako zajímavou dekoraci.

## Další podobná zařízení
Kromě lineárně řazených závaží existují i složitější rázostroje plošné a například i kulečník je typickým představitelem tohoto typu zařízení – zde ovšem do hry vstupují i vektory.